# Interferómetro de Fizeau

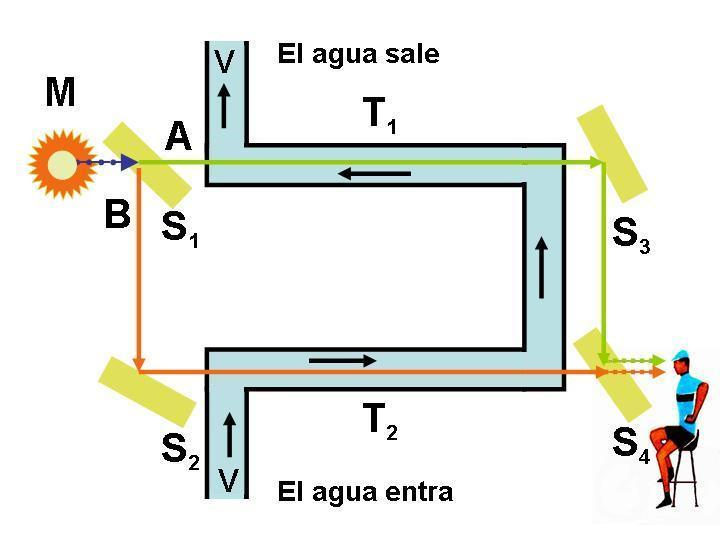
A) Interferómetro de Fizeau para medir la adición de la velocidad del agua con la velocidad de la luz.

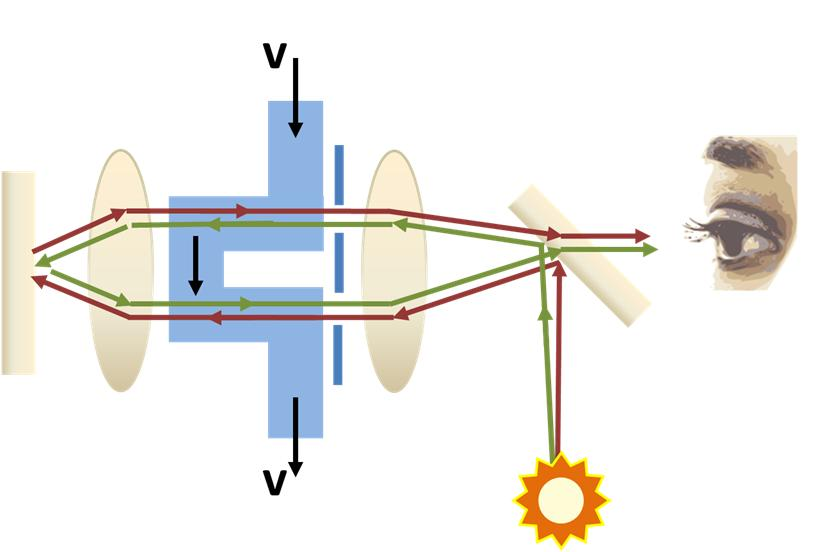
B) Interferómetro de Fizeau para medir el efecto del movimiento del fluido sobre la velocidad de luz.

En retrospectiva, viajando históricamente a la época preeisteniana, se observa que no solo los físicos defensores de la naturaleza ondulatoria de la luz creía en la existencia del éter cósmico, sino que también lo creían aquellos pertenecientes a las otras ramas de la física, dado que el éter explicaba algunas propiedades térmicas, de manera muy semejante, como en la actualidad, lo hacen los fonones, según lo exponen los físicos rusos, Isaac Kikoin y Abraham Kikoin, al indicar que el movimiento molecular térmico está condicionado a la presencia o ausencia del fonón. De modo que para el cero absoluto los fonones no están presentes, y que, con el aumento de la temperatura crece su número, pero no en forma lineal sino que, para temperaturas bajas, lo hace proporcionalmente al cubo de la temperatura.
Los textos de estudio de esa época decían al respecto:

Según modernas teorías, los cuerpos están formados por dos materias: una, que podemos ver, tocar o pesar y que se llama ponderable, y otra que, por ser tan sutil, no puede ser apreciada por nuestros sentidos y que recibe el nombre de éter. El éter, es pues un fluido invisible e impalpable que está en todas partes; incluso en el interior de los cuerpos. El calor en nuestro cuerpo es debido a vibraciones del éter, que tienen como causa una reacción química: la combustión que se produce en nuestro interior al ponerse en contacto el oxígeno del aire que respiramos con las sustancias carbónicas de nuestro organismo.
Enciclopedia Álvarez

En efecto, cuando la física todavía no había pasado el umbral de la Teoría de la relatividad, ni menos aún, el correspondiente a la mecánica cuántica, se podía leer en la Enciclopedia Británica, un artículo respecto de la existencia del éter que decía así:

No puede haber duda de que los espacios interplanetarios e interestelares están ocupados por una sustancia o cuerpo material, que es ciertamente el mayor, de todos los cuerpos que tengamos noticia.
James Clerk Maxwell

Sustancia propuesta por Maxwell, que hoy, en muy ínfima parte podría ser semejante a la materia oscura, dado que se trata de una "materia hipotética" de composición desconocida, que no emite o refleja suficiente radiación electromagnética para ser observada directamente con los medios técnicos actuales pero cuya existencia puede "inferirse" a partir de los efectos gravitacionales que causa en la materia visible. La "materia oscura" constituye la gran mayoría de la masa existente en el Universo observable.
El éter, también constituía el medio a través del cual se propagaban las ondas luminosas en el espacio. Postulado al cual, el físico francés Jean B. Foucault se adhería, dado que él en el año 1850 demostró que la velocidad de propagación de la luz era menor en un medio más denso, de donde dedujo que la luz no podría ser corpuscular como —anteriormente— lo había propuesto Newton, sino que, a su enterder sugirió que la naturaleza de la luz debía ser necesariamente de carácter ondulatorio.
William Pepperell Montague,: 322–323  relata que el espacio preinsteniano era estático e infinito en todas direcciones, pero su asombrosa grandeza quedaba compensada por su simplicidad. Además, estaba lleno de una sustancia inmóvil, invisible y continua, llamado éter, que conducía las ondas luminosas de estrella a estrella y de átomo a átomo, y a través de este pacífico océano nadaban todos los cuerpos como peces. Se suponía que con experimentos adecuados se podría descubrir la dirección y la velocidad con que se movía nuestro planeta y todo el sistema solar respecto al éter inmóvil.
Naturalmente, en ese espacio euclídeo no sólo había materia y energía, sino también el tiempo infinito, que era independiente del espacio y de la naturaleza aún más simple. De hecho, este tiempo antiguo era tan simple y evidente que no hacía falta hablar de él. Cuando dos cuerpos se atraían mutuamente hasta chocar, se alejaban por rebote, pero no tan aprisa como se habían reunido. Alguna parte de su movimiento o energía pasaba primero a las partículas que los componían y después al éter que los rodeaba, donde se disipaba en forma de onda de luz o de calor radiante. El resultado final era el que podía esperarse: el desenlace de un relato en el cual toda la materia se habría de concentrar en un montón inerte y la energía degradada en forma de radiación se extendería para siempre a través del mar sin orillas del éter vacío. Parecía que el viejo mundo corría hacia su terminación.

## Visiones contrarias: éter arrastrado o éter inmóvil
La comunidad científica de aquella época estaba dividía en dos cofradías: una seguidora de la hipótesis de que el éter era arrastrado por la atmósfera de la Tierra, y la otra seguidora de la hipótesis de que el éter permanecía inmóvil en el espacio. (Monitor página 5164).
Determinar qué sucedía con la velocidad de la luz que se desplazaba a través del éter inmóvil o por el éter arrastrado, pasó a ser una interrogante que se debía dilucidar. Con esa finalidad, en el año 1851, Fizeau presentó su interferómetro a la comunidad científica, el que permitía experimentar —a través de una analogía— con las dos alternativas propuestas por los físicos de aquella época, esto es, visualizar la situación en presencia de un sucedáneo del “éter cósmico inmóvil”, a través del cual se desplazaba la Tierra, y también con un reemplazo del “éter cósmico móvil”, que era arrastrado por la atmósfera terrestre.
El razonamiento empleado por Fizeau fue que, en el espacio, el paso de las ondas luminosas lo hacen a través del éter, y en su laboratorio lo harían por el agua.
Fizeau, concluyó que para el observador situado en el sistema de referencia (la Tierra), la situación se invertía dada la perspectiva del observador, ya que para este el “éter cósmico móvil”, al desplazarse a la misma velocidad que el observador, este lo visualizaría como un «éter atmosférico inmóvil», y al cósmico inmóvil lo vería como «éter atmosférico móvil». Fue en tales condiciones que en su interferómetro Fizeau reemplazó «al éter cósmico inmóvil» por agua en circulación, y al «éter cósmico móvil» por agua en reposo. 
Fizeau consideró que:
{\displaystyle \left(\,\,\,M\,\,\,\right)} = es la fuente que suministra la luz.
{\displaystyle \left(\,\,\,S_{1},\,S_{2},\,S_{3},\,S_{4}\,\right)} = son semiespejos.
{\displaystyle \left(\,\,\,T_{1},\,T_{2}\,\,\,\right)} = son dos partes idénticas de un tubos de cristal transparente conteniendo agua, la que puede estar en movimiento o en reposo.
{\displaystyle \left(\,\,\,V\,\,\,\right)} = es la velocidad del agua Δ{\displaystyle \,V\,\,\,}, al interior del tubo.
{\displaystyle \left(\,\,\,C\,\,\,\right)} = es la velocidad de la luz en el agua.
En el experimento de Fizeau, el rayo de luz inicia su camino partiendo desde la fuente luminosa {\displaystyle \,\,\,M\,\,\,}, en dirección al primer semiespejo {\displaystyle \,\,\,S\,_{1}\,\,} el cual se encarga, no solo de dividir el rayo en dos porciones {\displaystyle \,\,\,A\,\,\,} y {\displaystyle \,\,\,B\,\,\,}, sino que, a la vez se encarga de enviarlos en ángulo recto, uno con respecto del otro. 
La porción {\displaystyle \,\,\,A\,\,\,} del rayo de luz subdividido viaja a través del tubo {\displaystyle \,\,\,T\,_{1}\,\,} con destino al semiespejo {\displaystyle \,\,\,S\,_{3}\,\,} para luego seguir su trayectoria a través del el aire con destino al semiespejo {\displaystyle \,\,\,S\,_{4}\,\,}.
La otra porción {\displaystyle \,\,\,B\,\,\,} del rayo en cuestión, lo hace por el aire con destino al semiespejo {\displaystyle \,\,\,S\,_{2}\,\,}, para luego hacerlo a través del tubo {\displaystyle \,\,\,T\,_{2}\,\,} con destino el semiespejo {\displaystyle \,\,\,S\,_{4}\,\,}.
A partir del semiespejo {\displaystyle \,\,\,S\,_{4}\,\,}, las porciones {\displaystyle \,\,\,A\,\,\,} y {\displaystyle \,\,\,B\,\,\,}, viajaran en paralelo y con destino al observador.
Cada porción del rayo de luz subdividido, recorre idéntica distancia, y en su trayectoria atraviesa la misma porción de aire, cristal y agua. En efecto, aun cuando el agua esté en reposo o en movimiento, ambas porciones de rayos recorren la misma distancia. 

### Escenario uno
Sean {\displaystyle \,\,\,T_{1},\,T_{2}\,\,\,} dos partes idénticas de un tubo de cristal transparente conteniendo agua. En donde {\displaystyle \,\,\,T_{1}\,\,\,=\,\,T_{2}\,\,\,}
Sea {\displaystyle \,\,\,L_{1}\,\,\,} la longitud de la porción del tubo {\displaystyle \,\,\,T_{1},\,\,} por donde circula el fluido. En este caso, el agua que viaja de derecha a izquierda a una velocidad {\displaystyle \,\,\,V\,\,\,} y el haz de luz de izquierda a derecha que viaja a una velocidad {\displaystyle \,\,\,C\,\,\,} . En donde {\displaystyle \,\,\,L_{1}\,\,\,=\,\,L_{2}\,\,\,}
Para tal evento, el tiempo {\displaystyle \,\,t_{1}\,\,} empleado por el haz de luz que viaja en contra de la corriente de agua estaría dado por: {\displaystyle {\frac {L}{c-v}}}

### Escenario dos
Sean {\displaystyle \,\,\,T_{1},\,T_{2}\,\,\,} dos partes idénticas de un tubo de cristal transparente conteniendo agua. En donde {\displaystyle \,\,\,T_{1}\,\,\,=\,\,T_{2}\,\,\,}
Sea {\displaystyle \,\,\,L_{2}\,\,\,} la longitud de la porción del tubo {\displaystyle \,\,\,T_{2},\,\,} por donde circula el fluido. En este caso, el agua que viaja de izquierda a derecha a una velocidad {\displaystyle \,\,\,V\,\,\,} y el haz de luz de izquierda a derecha que viaja a una velocidad {\displaystyle \,\,\,C\,\,\,}. En donde {\displaystyle \,\,\,L_{1}\,\,\,=\,\,L_{2}\,\,\,}
Para tal evento, el tiempo {\displaystyle \,\,t_{2}\,\,} empleado por el haz de luz que viaja a favor de la corriente de agua estaría dado por: {\displaystyle {\frac {L}{c+v}}}
En donde {\displaystyle \,\,t_{1}\,\,} es diferente a {\displaystyle \,\,t_{2}\,\,}, dado que {\displaystyle {\frac {L_{1}}{c-v}}} es diferente a {\displaystyle {\frac {L_{2}}{c+v}}}.

### Escenario tres
Sean {\displaystyle \,\,\,T_{1},\,T_{2}\,\,\,} dos partes idénticas de un tubo de cristal transparente conteniendo agua. En donde {\displaystyle \,\,\,T_{1}\,\,\,=\,\,T_{2}\,\,\,}
Sea {\displaystyle \,\,\,L_{1}\,\,\,} la longitud de la porción del tubo {\displaystyle \,\,\,T_{2},\,\,} por donde no circula el fluido. En este caso, el agua no viaja, y por lo mismo su velocidad {\displaystyle \,\,\,V\,=\,0\,} y el haz de luz derecha a izquierdaq viaja a una velocidad {\displaystyle \,\,\,C\,\,\,} . En donde {\displaystyle \,\,\,L_{1}\,\,\,=\,\,L_{2}\,\,\,}
Sea {\displaystyle \,\,\,L_{2}\,\,\,} la longitud de la porción del tubo {\displaystyle \,\,\,T_{2},\,\,} por donde no circula el fluido. En este caso, el agua no viaja, por lo cual, su velocidad {\displaystyle \,\,\,V\,=\,0\,} y el haz de luz de izquierda a derecha que viaja a una velocidad {\displaystyle \,\,\,C\,\,\,} . En donde {\displaystyle \,\,\,L_{1}\,\,\,=\,\,L_{2}\,\,\,}
Para tal evento, el tiempo {\displaystyle \,\,t_{1}\,\,} empleado por el haz de luz que viaja, en el agua sin movimiento estaría dado por: {\displaystyle {\frac {L}{c-0}}}
Para tal evento, el tiempo {\displaystyle \,\,t_{2}\,\,} empleado por el haz de luz que viaja en el agua sin movimiento estaría dado por: {\displaystyle {\frac {L}{c+0}}}
En donde {\displaystyle \,\,t_{1}\,\,} es igual a {\displaystyle \,\,t_{2}\,\,}, dado que {\displaystyle {\frac {L_{1}}{c-0}}} es igual a {\displaystyle {\frac {L_{2}}{c+0}}}.
Si el fluido no tine velocidad no existe adición de la velocidad. 

### Conclusión
Cuando - dentro de los tubos - el agua se encuentra en reposo con respecto al marco de referencia del observador, las dos porciones del rayo de luz subdividido {\displaystyle \,\,\,A\,\,\,} y {\displaystyle \,\,\,B\,\,\,} llegan simultáneamente y en fase hasta el observador {\displaystyle \left(\,\,\,C-0\,\,\,\right)} y {\displaystyle \left(\,\,\,C+0\,\,\,\right)}, dado que con el agua en reposo su velocidad {\displaystyle \,\,\,V=0\,\,\,}, con respecto al marco de referencia del observador.
Sin embargo, cuando se hace circular agua al interior de ambos tubos las porción de rayos llegan desfasadas al observador, dado que la velocidad de la porción {\displaystyle \,\,\,A\,\,\,} del rayo de luz se frena {\displaystyle \left(\,\,\,C-V\,\,\,\right)} y la porción {\displaystyle \,\,\,B\,\,\,} se acelera {\displaystyle \left(\,\,\,C+V\,\,\,\right)}, cumpliéndose así el «Principio de Adición de velocidades de Galileo», ya que en este caso se adiciona de manera algebraica la velocidad de la luz {\displaystyle \,\,\,C\,\,\,} con la del agua {\displaystyle \,\,\,V\,\,\,}, dado que según el citado principio de Galileo, la velocidad de un objeto se mide en relación con un sistema de referencia dado.
En el interferómetro de FIZEAU, se observaron dos efectos:
- El primero, con el agua en reposo, no se observaron franjas de interferencias, considerando que en este caso, el agua, el interferómetro, el observador, etc., se encuentran dentro del mismo sistema de referencia.

En efecto, para este caso no hay desplazamiento de las franjas de interferencias obteniéndose un resultado semejante al que entregó el interferómetro de Michelson y Morley, dado que vectorialmente hablando no existe nada que adicionar a la velocidad de la luz.
Pero ello no es nuevo. Fue Galileo que en el “Dialogo dei Massimi Sistemi”, expuso lo que hoy se conoce como “PRINCIPIO DE RELATIVIDAD DE GALILEO”: «Encerraos con algún amigo en la mayor habitación que haya bajo cubierta en algún gran navío y procurad tener allí moscas, mariposas y algunos animales voladores de ese tipo; disponed también de un gran recipiente con agua y con pequeños peces dentro del mismo… y, mientras la nave se encuentra parada, observad cuidadosamente cómo aquellos animalitos que vuelan con igual velocidad se dirigen hacia las distintas partes de la habitación; se podrá apreciar que los peces nadan indiferentemente en todos los sentidos… Una vez observadas cuidadosamente todas estas cosas, aunque no exista duda alguna de que mientras la nave está quieta debe suceder así, haced mover el navío con la velocidad que se quiera y (siempre que el movimiento sea uniforme y no fluctúe de un lado a otro) no reconoceréis el mínimo cambio en todos aquellos efectos mencionados, ni por ninguno de ellos podréis saber si la nave camina o está parada.»
En abstracto se puede afirmar que en todos los sistemas de referencia con movimiento relativo uniforme entre sí a una velocidad cualquiera, las leyes de la mecánica tienen exactamente la misma forma, o, más aún, que es imposible observar el movimiento relativo uniforme de un sistema con respecto a otro ubicado en el mismo sistema de referencia. Según Resnick: «Por lo general, ningún experimento efectuado totalmente dentro de un sistema inercial, puede indicarle al observador cuál es el movimiento de dicho sistema con respecto a cualquier otro sistema inercial».: 24 
En efecto, cualquier experimento será totalmente inútil si no se tiene en consideración la advertencia entregada por Fizeau, como lo explica claramente el matemático cubano Aurelio Baldor:
«Si a la vez, el minuendo y el sustraendo aumenta un mismo número, EL RESULTADO NO VARÍA.»
{\displaystyle \,\,\,C\,\,+\,\,V\,\,-\,\,V\,\,=\,\,C\,\,\,}
ΔN = {\displaystyle {\frac {t_{1}-t_{2}}{T}}={\frac {L_{1}+L_{2}}{v_{1}T}}x{\frac {(v_{2}^{2}-v_{3}^{2})}{v_{1}^{2}}}={\frac {L_{1}+L_{2}}{\lambda }}x{\frac {(v_{2}^{2}-v_{3}^{2})}{v_{1}^{2}}}={0,0}}
- El segundo, con agua en movimiento, se observan franjas de interferencia dado que el sistema de referencia del agua es diferente al del observador, lo que era más o menos coincidente en un gran grado de precisión con la teoría de un éter, en donde el agua hacía las veces de aquel éter.

Para este segundo caso hay desplazamiento de las franjas de interferencias, representativo del desplazamiento del agua.

## Interferómetro de Michelson y Morley
En los experimentos realizados desde el año 1881 hasta el año 1930, el fluido existente, a través del cual viajaba el haz de luz, era el aire atmosférico, el cual estaba inmóvil con respecto del Interferómetro de Michelson y Morley, motivo por el cual era imposible detectar franja de interferencias, al no existir adición de velocidad.

### Supuesto error de Michelson y Morley
Tanto Michelson y Morley, como sus seguidores pensaron que se movían en los escenarios uno y dos, cuando de hecho se movían en el escenario tres. Recuérdse que en los escenarios uno y dos del interferometro de Fizeau, las diferencias

{\displaystyle \Delta _{1}={\frac {L_{1}}{c-v}}-{\frac {L_{2}}{c+v}}} y {\displaystyle \Delta _{2}=t_{1}-t_{2}\,}

sirvieron de base a la formulación a los experimentos realizados desde el año 1881 hasta el año 1930, con el Interferómetro de Michelson y Morley.
Sin embargo, el interferometro de Michelson y Morley, se encontraba en el escenario tres. En donde {\displaystyle \,\,t_{1}\,\,} es igual a {\displaystyle \,\,t_{2}\,\,}, dado que {\displaystyle {\frac {L_{1}}{c-0}}} es igual a {\displaystyle {\frac {L_{2}}{c+0}}}. Si el fluido no tine velocidad no existe adición de la velocidad.
En efecto, el caso del interferómetro de Michelson y Morley del año 1881, adentro de los tubos, en vez de agua utilizó aire, pero un aire que siempre estuvo en reposo respecto del observador y del interferómetro, y como es sabido que la luz se propaga por el aire, entonces con éter o sin éter jamás se podrían detectar franjas de interferencias dado que: «Por lo general, ningún experimento efectuado totalmente dentro de un sistema inercial, puede indicarle al observador cuál es el movimiento de dicho sistema con respecto a cualquier otro sistema inercial». En tales condiciones sus detractores sostienen que por causa del aire en reposo presente en el instrumento, la velocidad y el tiempo empleado por ambos haces de luz en recorrer ambos brazos del interferómetro, siempre será el mismo, aun cuando una de las porciones del rayo de luz subdividido se desplace —ida y vuelta— con un ángulo igual de 90°, y el otro, en la ida viaje con un ángulo de 0º y luego vuelva con un ángulo de 180°), considerando —según aquellos opositores a la interpretación de los resultados provenientes de La analogía usada por Michelson y Morley (se refiere a dos barcos, un río y un observador)— se debiera aplicar la siguiente fórmula matemática, porque ella reflejaría con mayor precisión la realidad: 
Tanto para t' como para t = {\displaystyle {\frac {L}{\sqrt {v_{1}^{2}-(v_{2}^{2}-v_{3}^{2})}}}}
- Entonces, para dichos detractores, las franjas de interferencia estaría dado por la siguiente fórmula:

{\displaystyle \Delta N={\frac {t_{1}-t_{2}}{T}}={\frac {L_{1}+L_{2}}{v_{1}T}}x{\frac {(v_{2}^{2}-v_{3}^{2})}{v_{1}^{2}}}={\frac {L_{1}+L_{2}}{\lambda }}x{\frac {(v_{2}^{2}-v_{3}^{2})}{v_{1}^{2}}}={0,0}}

Y agregan, que es totalmente incorrecta la interpretación asignada al resultado que entregó el experimento realizado por Michelson y Morley, al sostenerse en un postulado equivocado y en un interferómetro que jamás podría demostrar lo que aquellos buscaban, salvo, demostrar lo obvio, esto es que {\displaystyle \,\,\,C\,\,+\,\,V\,\,-\,\,V\,\,=\,\,C\,\,\,}
En efecto, si el aire atmosférico es el medio en el cual se desplaza la luz, entonces cualquiera que sea la dirección en que se envíe el rayo de luz y luego vuelva, la velocidad de la luz en el aire siempre será la misma para el observador terrestre, y así lo demostraron los interferómetros. Ello precisamente porque el medio, el instrumento y el observador se encontraban situado en el mismo sistema de referencia: ¡nuestro planeta Tierra! 
Por lo tanto, si los haces de luz viajaron por el aire, resulta incorrecto utilizar la velocidad de la luz en el vacío c, ya que, en tal caso se debe usar la velocidad de la luz en el aire v. En donde, para el observador terrestre:
1. {\displaystyle \,{v_{1}}} = velocidad de la luz en el aire.
2. {\displaystyle \,{v_{2}}} = velocidad del planeta Tierra.
3. {\displaystyle \,{v_{3}}} = velocidad del instrumento.

{\displaystyle {\frac {(v_{2}^{2}-v_{3}^{2})}{v_{1}^{2}}}={0,0}}
En tales condiciones, la velocidad de la luz, en el medio “aire”, siempre será la misma, cualquiera que sea la dirección y sentido en el que, los haces de luz, se desplacen en cada brazo del interferómetro, lo que impide detectar la supuesta “variación de velocidad” que Michelson y Morley equivocadamente supusieron podrían medir con su instrumento. En dicho experimento, la luz, viajó por el aíre adosado a la Tierra, y no por el Éter, que a aquellos investigadores les permitiría visualizar la adición de velocidades, o la diferencia de velocidad que la luz tendría en cada brazo del interferómetro.
En consecuencia: ¿Se cumple o no lo predicho por Galileo en el principio de relatividad de Galileo; en las leyes de transformación de Galileo, y en el “Principio de Adición de velocidades de Galileo” ?
Según Pepperell, la ingeniosa hipótesis de Lorentz y Fitzgerald, peca de cierta desventaja metodológica, pues supone una acción del éter sobre la materia, contracción que es invocada ad hoc para justificar su propia dificultad de encontrar la respuesta correcta a los resultados negativos del experimento de Michelson y Morley. A pesar de lo muy atractiva que es tal hipótesis, no creemos que sea verdadera. En un mundo lorentziano, en el que el movimiento sería absoluto, el mismo éter que acorta los espacios de los cuerpos que se mueven, solamente en la dirección unidimensional del movimiento.: 342–351 
En general la velocidad de las ondas que atraviesan cualquier medio dependen totalmente de la estructura del medio, de su densidad y de su elasticidad, y no de la velocidad del cuerpo que las envía; por tanto, si las ondas luminosas de mueven a través del aire atmosférico terrestre, se debe esperar que las ondas de luz se comporten como las otras ondas. Entonces, las ondas luminosas que viajaban por ambos brazos del interferómetro de Michelson y Morley, al haberse desplazado por el aire atmosférico (arrastrado por el planeta), no lo hicieron ni por el éter inmóvil ni por el móvil, lo que explicaría los resultados negativos del experimento realizado por Michelson y Morley. Aquega Montague, por tal motivo son exactamente lo que eran de esperar; no hay en ellos misterio alguno, ni hay necesidad de sujetar nuestra mecánica newtoniana tradicional a la reforma lorentziana ni a la revolución einsteniana.: 353–355 

### Interpretación del por qué falló el experimento de Michelson y Morley
Los motivos y circunstancias del por qué fallo el experimento de Michelson y Morley, se encuentran en el análisis del escenario 1.3 precedente. En efecto, del análisis de las interpretaciones de los resultados del experimento, a la sombra de lo demostrado por Fizeau, para algunos, se constata que no hay nada de novedoso en el resultado negativo entregado por el interferómetro de Michelson y Morley, pues agregan que toda medida realizada dentro del mismo sistema de referencia son nulas, dado que vectorialmente hablando no había nada que adicionar a la velocidad de la luz. Según el matemático cubano Aurelio Baldor: «Si a la vez, el minuendo y el sustraendo aumentan un mismo número, EL RESULTADO NO VARÍA.»
{\displaystyle \,\,\,C\,\,+\,\,V\,\,-\,\,V\,\,=\,\,C\,\,\,}
Lo anterior llevado a la física significa que en todos los sistemas de referencia con movimiento relativo uniforme entre sí a una velocidad cualquiera, las leyes de la mecánica tienen exactamente la misma forma, o, más aún, que es imposible observar el movimiento relativo uniforme de un sistema con respecto a otro ubicado en el mismo sistema de referencia. Según Resnick: «Por lo general, ningún experimento efectuado totalmente dentro de un sistema inercial, puede indicarle al observador cuál es el movimiento de dicho sistema con respecto a cualquier otro sistema inercial».: 24 
Sin embargo lo anterior no es nuevo ya que Galileo en el «Dialogo dei Massimi Sistemi» (que hoy se conoce como «Principio de relatividad de Galileo»), dijo lo mismo pero en otras palabras: 

Encerraos con algún amigo en la mayor habitación que haya bajo cubierta en algún gran navío y procurad tener allí moscas, mariposas y algunos animales voladores de ese tipo; disponed también de un gran recipiente con agua y con pequeños peces dentro del mismo… y, mientras la nave se encuentra parada, observad cuidadosamente cómo aquellos animalitos que vuelan con igual velocidad se dirigen hacia las distintas partes de la habitación; se podrá apreciar que los peces nadan indiferentemente en todos los sentidos… Una vez observadas cuidadosamente todas estas cosas, aunque no exista duda alguna de que mientras la nave está quieta debe suceder así, haced mover el navío con la velocidad que se quiera y (siempre que el movimiento sea uniforme y no fluctúe de un lado a otro) no reconoceréis el mínimo cambio en todos aquellos efectos mencionados, ni por ninguno de ellos podréis saber si la nave camina o está parada.
«Dialogo dei Massimi Sistemi», Galileo

### ¿Se ha refutado la existencia del éter?
En un intento de probar la existencia del éter y la velocidad de la traslación de la Tierra con respecto a aquel, se realizaron varios experimentos, desde el año 1881 hasta el año 1930, partiendo con Michelson y finalizando con Joos, los cuales diseñaron un experimento que, a su entender, eventualmente sería capaz de medir la velocidad de la luz en dos direcciones perpendiculares entre sí y con diferente velocidad lineal relativa al éter. 
La interpretación del resultado negativo en 1881 en sucesivos intentos acabaron por disipar el concepto de éter y sirvieron de base a la formulación de la teoría de la relatividad especial de Einstein.